# Asahipriset
Asahipriset (朝日賞|Asahi Shō) är ett pris som delats ut av den japanska dagstidningen Asahi Shimbun och Asahi Shimbunstiftelsen till personer och grupper av personer som har utmärkt sig inom konst och naturvetenskap och som väsentligt bidragit till utveckling av japansk kultur och samhället i stort.
Asahipriset instiftades 1929 för att fira 50-årsjubileet av Asahi Shimbuns grundande.

## Prismottagare i urval

### Konst
- Tsubouchi Shōyō, romanförfattare, 1929
- Taikan Yokoyama, bildkonstnär, 1933
- Jigoro Kano, judons grundare, 1935
- Shimazaki Toson, romanförfattare, 1935
- Jun'ichirō Tanizaki, romanförfattare, 1948
- Eiji Yoshikawa, romanförfattare, 1955
- Shikō Munakata, bildkonstnär, 1964
- Jirō Osaragi, författare, 1964
- Akira Kurosawa, filmregissör, 1965
- Seiji Ozawa, dirigent, 1985 (1982 Grammy Award-vinnare)
- Ryōtarō Shiba, romanförfattare, 1982
- Yasushi Inoue, romanförfattare, 1984
- Osamu Tezuka, mangakonstnär, 1987
- Seichō Matsumoto, romanförfattare, 1989
- Shuhei Fujisawa, romanförfattare, 1993
- Tadao Ando, arkitekt, 1994
- Kenzaburo Oe, romanförfattare, 1994
- Shuntaro Tanikawa, poet, 1995
- Yoji Yamada, filmregissör, 1996
- Donald Keene, författare, 1997
- Yayoi Kusama, bildkonstnär, 2000
- Hayao Miyazaki, filmregissör, 2001
- Ai Nagai, pjäsförfattare, 2005
- Haruki Murakami, romanförfattare, 2006
- Shigeru Mizuki, mangakonstnär, 2008
- Tadanori Yokoo, bildkonstnär, 2011
- Tatsuya Nakadai, skådespelare, 2013
- Shigeru Ban, arkitekt, 2014
- Taichi Yamada, filmförfattare, 2014
- Tōta Kaneko, poet 2015
- Kazushi Ono, dirigent 2015
- Moto Hagio, mangakonstnär, 2016
- Jakucho Setouchi, författare, 2017

### Naturvetenskap
- Yoshio Nishina, fysiker, 1944
- Shinichiro Tomonaga, fysiker, 1946
- Shoichi Sakata, fysiker, 1948
- Tomizo Yoshida, patolog, 1951
- Kiyoshi Oka, matematiker, 1953
- Leo Esaki, fysiker, 1959
- Osamu Hayaishi, biokemist, 1964
- Yoshimasa Hirata, kemist, 1965
- Chushiro Hayashi, astrofysiker, 1965
- Heisuke Hironaka, matematiker, 1967
- Setsuro Ebashi, biomedicinare, 1968
- Reiji Okazaki, molekylärbiolog, 1970
- Kimishige Ishizaka, immunolog, 1973
- Kiyoshi Itô, matematiker, 1977 (2006 Carl Friedrich Gauss-priset)
- Susumu Tonegawa, molekylärbiolog, 1981
- Tasuku Honjo, immunolog, 1981
- Hidesaburo Hanafusa, virolog, 1983
- Masaki Watanabe, ortoped, 1983
- Yasutomi Nishizuka, biokemist, 1985
- Motoo Kimura, biolog, 1986
- Masaki Kashiwara / Takahiro Kawai, matematiker, 1987
- Hirotsugu Akaike, statistiker, 1988
- Tadamitsu Kishimoto, immunolog, 1988
- Tadatsugu Taniguchi, immunolog, 1988
- Tomisaku Kawasaki, pediatriker, 1989
- Masato Sagawa, metallurg, 1990
- Goro Shimura, matematiker, 1991
- Ryoji Noyori, kemist, 1992
- Masatoshi Takeichi, biolog, 1993
- Makoto Kobayashi, fysiker, 1994
- Toshihide Masukawa, fysiker, 1994
- Nobutaka Hirokawa, neurovetenskapare, 1995
- Sumio Iijima, fysiker, 1996
- Shigekazu Nagata, molekylärbiolog, 1997
- Toshio Yanagida, biofysiker, 1998
- Seiji Ogawa, fysiker, 1999
- Shuji Nakamura, materialvetenskapare, 2000
- Isamu Akasaki, materialvetenskapare, 2000
- Shizuo Akira, immunolog, 2005
- Takao Kondo, biolog, 2006
- Osamu Shimomura, kemist, 2006
- Shinya Yamanaka, biomedicinare, 2007
- Yoshinori Ohsumi, biolog, 2008
- Kenji Kosaka, psykiatriker, 2013
- Kazutoshi Mori, molekulärbiolog, 2013
- Hiroaki Mitsuya, virolog, 2014
- Satoshi Ōmura, biokemist, 2014
- Hiraku Nakajima, matematiker, 2016
- Mahito Kohmoto, fysiker, 2017